# Magnolia à grandes fleurs
Magnolia grandiflora
Espèce
Classification phylogénétique
Statut de conservation UICN

 LC  : Préoccupation mineure
Statut CITES
Le Magnolia à grandes fleurs, ou Magnolier à grandes fleurs, ou Laurier-tulipier (Magnolia grandiflora), est une espèce de plantes à fleurs de la famille des Magnoliaceae. C'est un arbre de grande taille. Probablement en raison de ses belles feuilles persistantes, c'est le plus connu des magnolias. Il est originaire des États-Unis et largement cultivé comme arbre d'ornement.

## Description

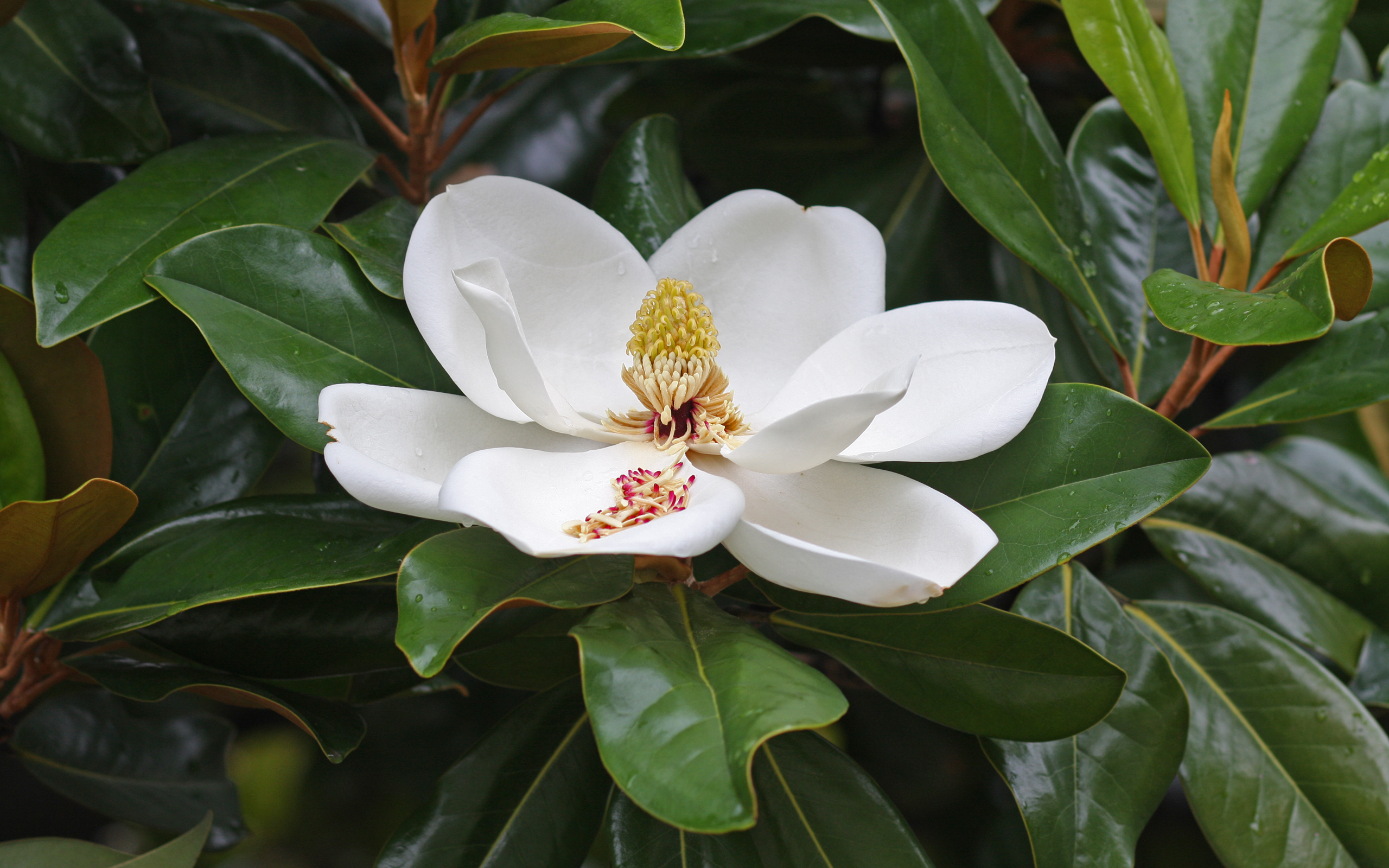
Fleur de Magnolia grandiflora.

C'est un grand arbre, à port pyramidal, d'une hauteur allant jusqu'à 30 m, jusqu'à 25 mètres en culture.
Son feuillage est persistant. Ses feuilles sont entières à bord lisse, de forme obovale elliptique, longues de 10 à 20 cm, coriaces, vert brillant sur la face supérieure, velues, tomenteuses et souvent roux ferrugineux sur la face inférieure.
La  floraison, qui apparaît assez tardivement sur les arbres arrivés à maturité, vers 25 ans (sauf pour certains cultivars précoces), dure tout l'été, de juin à septembre, voire novembre. (Dans le sud-est des États-Unis, la floraison est de fin avril à juillet.) Les fleurs sont grandes, jusqu'à 25 cm de diamètre, blanches, très parfumées et très décoratives. Les fleurs restent longtemps sur l'arbre si les conditions météorologiques sont clémentes.
Le fruit, ovoïde, est un polyfollicule (aussi appelé follicète ou follicetum) ressemblant un peu à un cône de conifère. D'abord vert jaunâtre, il rougit peu à peu tandis que ses follicules s'entrouvrent pour dégager de petites graines dures de couleur beige recouvertes d'un tégument rouge vif virant à l'orangé qu'on peut considérer comme un arille.
Le nombre de chromosomes est 2n = 6x = 114. Le magnolia est hexaploïde.
Chateaubriand décrit le laurier-tulipier dans son roman Atala.

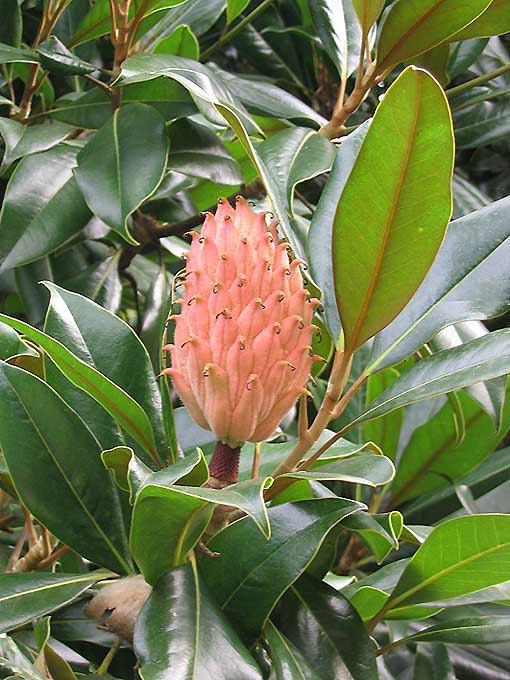
Fruit d'un magnolia à grandes fleurs.
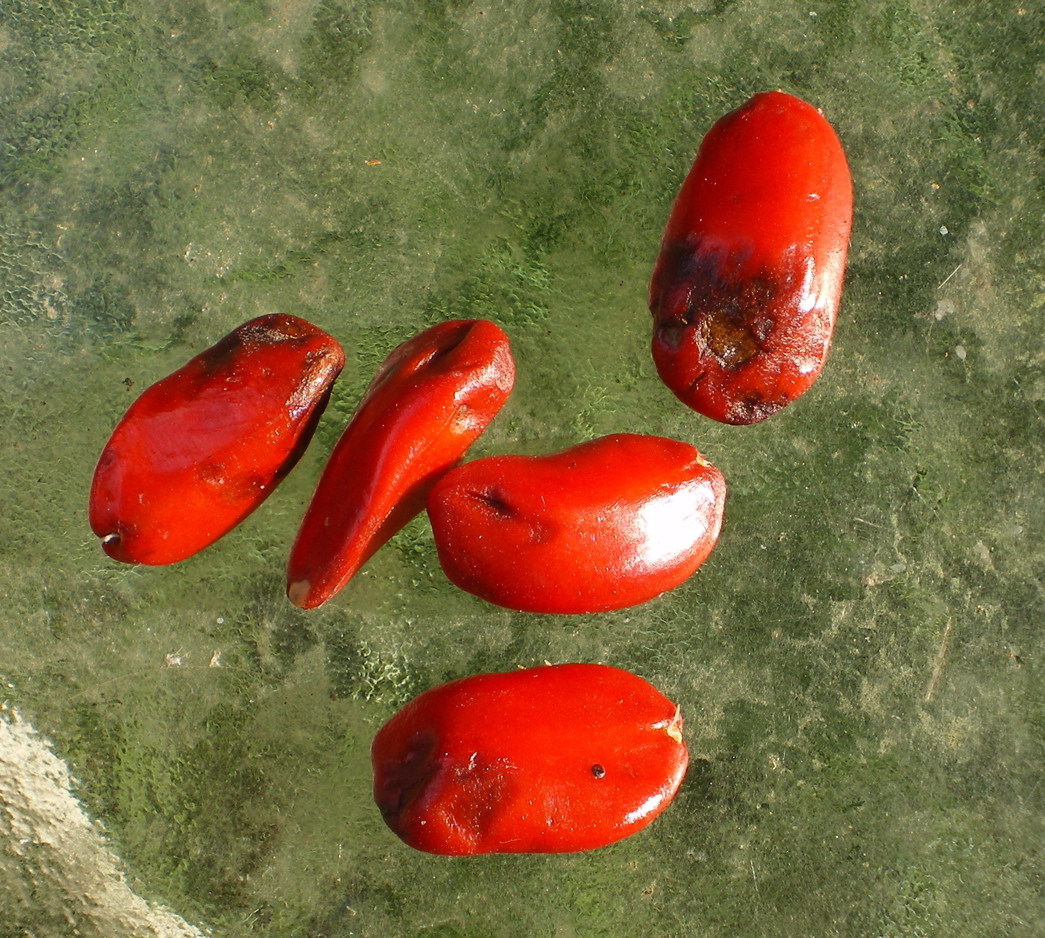
Arilles.
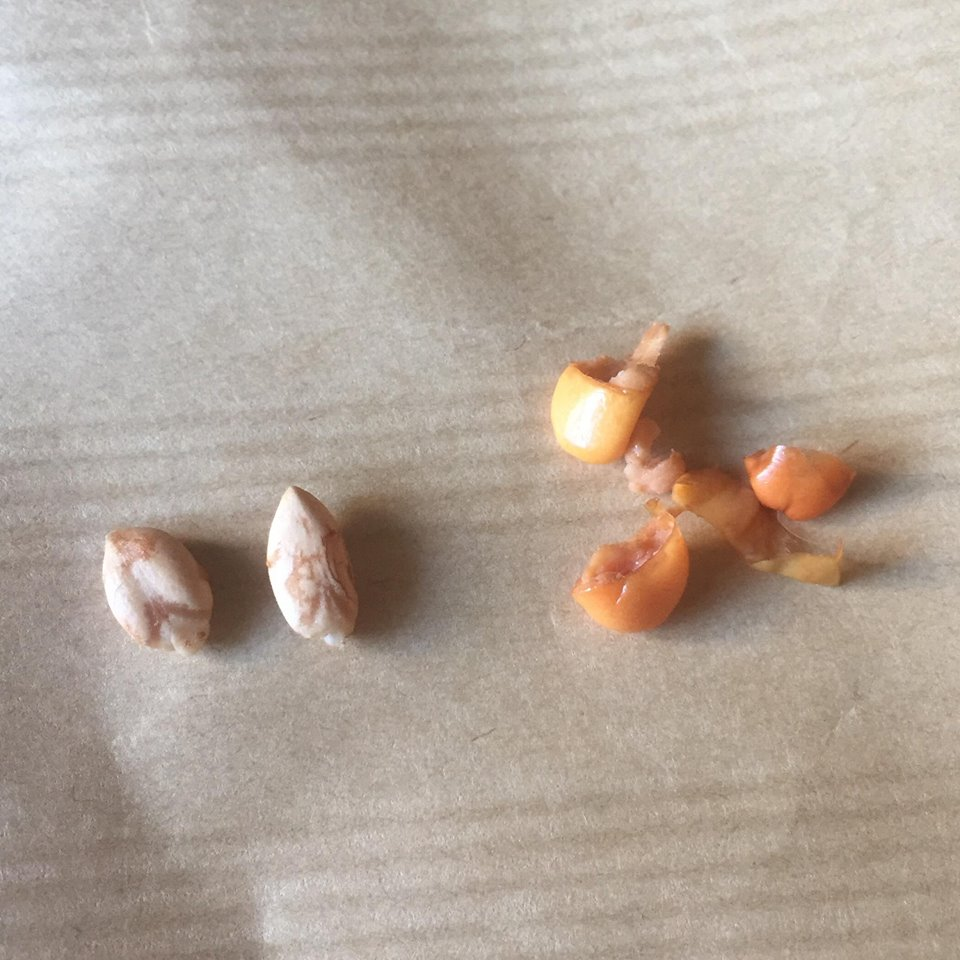
Graines d'un magnolia à grandes fleurs sorties de leur arille rouge.

## Distribution

### Habitat naturel

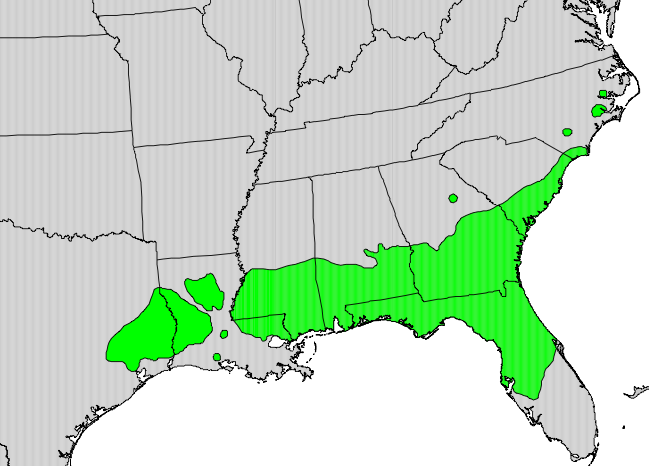
Répartition d'origine du laurier-tulipier dans 8 états des États-Unis.

C'est un arbre originaire du sud-est des États-Unis, du Texas jusqu'en Virginie en passant par le nord et le centre de la Floride.

### Acclimatation en Europe
L'arbre est introduit en Europe au XVIIIe siècle.
C'est probablement l'amiral Roland-Michel Barrin de la Galissonnière qui l'importe en France, depuis le port de Paimbœuf en aval de Nantes, en 1711.
Une vingtaine d'années plus tard, René Darquistade, maire de Nantes, plante cette essence dans les serres de sa propriété de la Maillardière aux Sorinières au sud de Nantes. Le jugeant sans intérêt, Darquistade décide d'abattre l'arbre. Celui-ci est sauvé de justesse par l'épouse du jardinier qui le fait replanter dans les dépendances du château au pied du pigeonnier. Trouvant enfin des conditions plus favorables, le magnolier se développe et finit par fleurir. Après plusieurs tentatives infructueuses, les pépiniéristes nantais réussissent à le multiplier par marcottage aérien, permettant ainsi d’assurer sa diffusion,.
En 1764, grâce à un rameau rapporté par le jeune apothicaire Louvrier, François Bonamy identifie ce magnolia.

## Culture

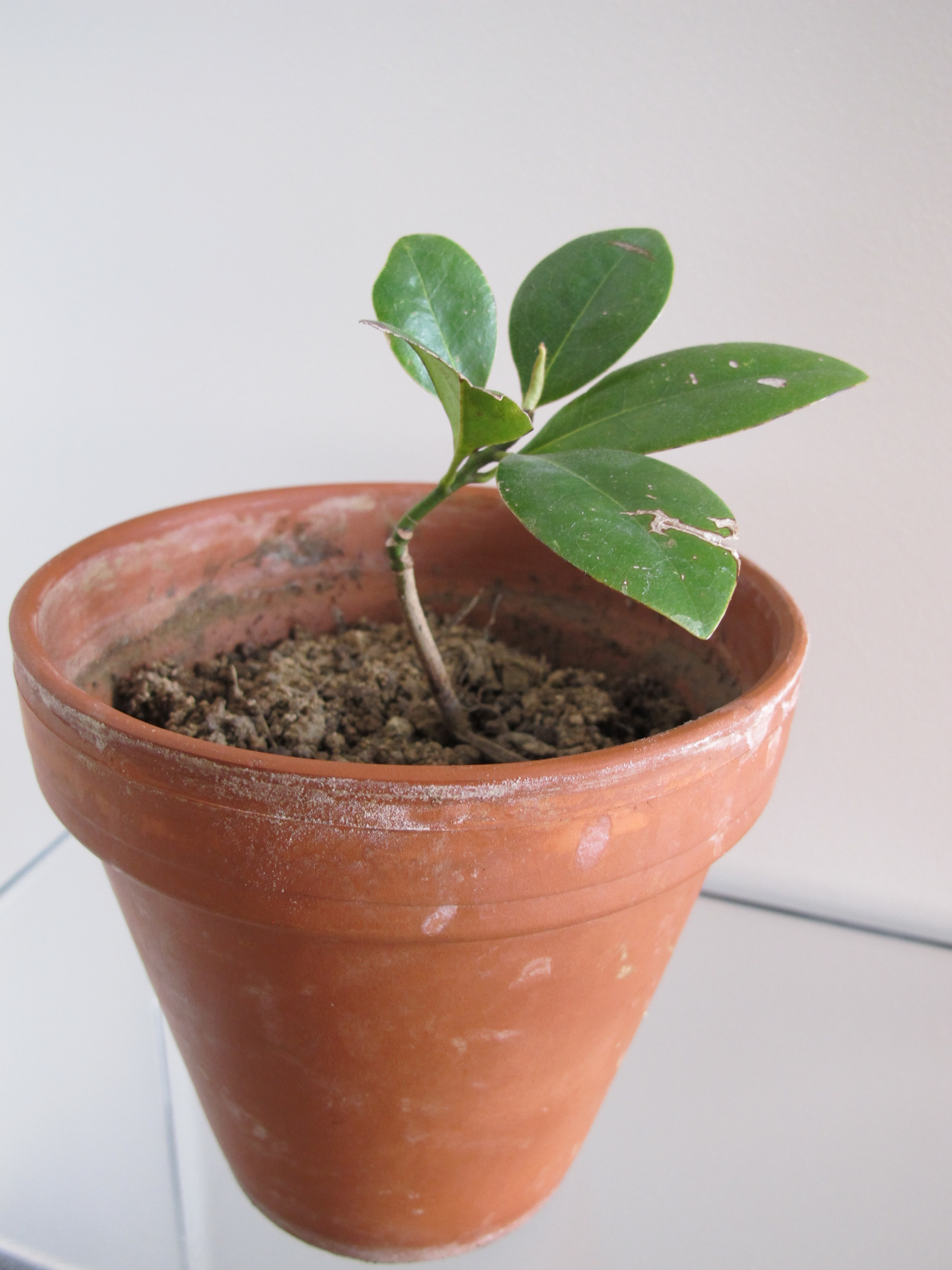
Pousse de laurier-tulipier sauvage mise en culture.

Arbre de climats tempérés et tropicaux, il préfère une exposition plein soleil, et la proximité d'une eau courante. En France, il est rustique jusqu'en Île-de-France, où il souffre cependant des grands froids. Plus au nord, il pousse moins bien et fleurit peu.
Préfère les sols siliceux humides à pH acide.

## Variétés ou cultivars

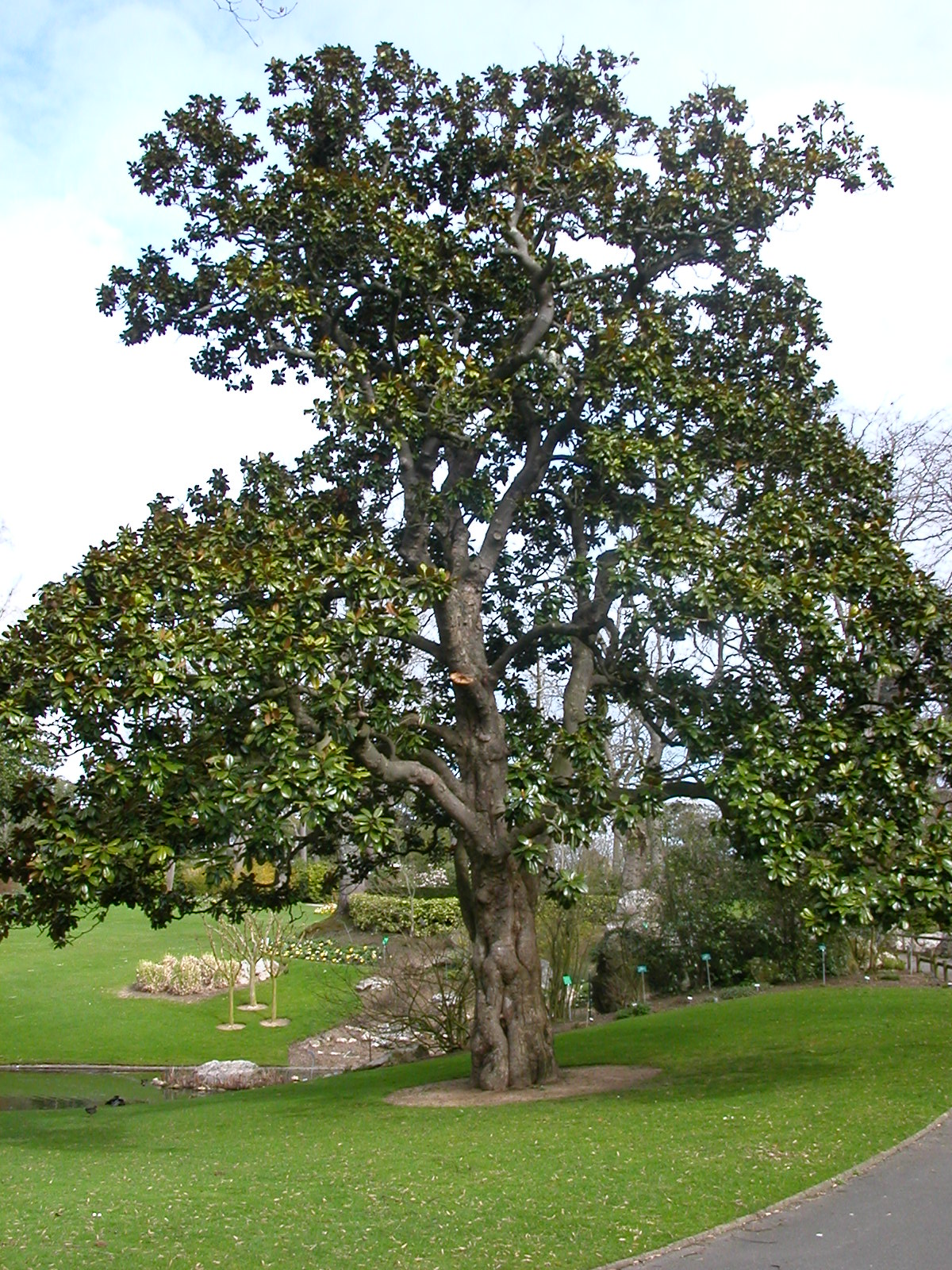
Laurier-tulipier planté en 1807 au jardin des plantes de Nantes.

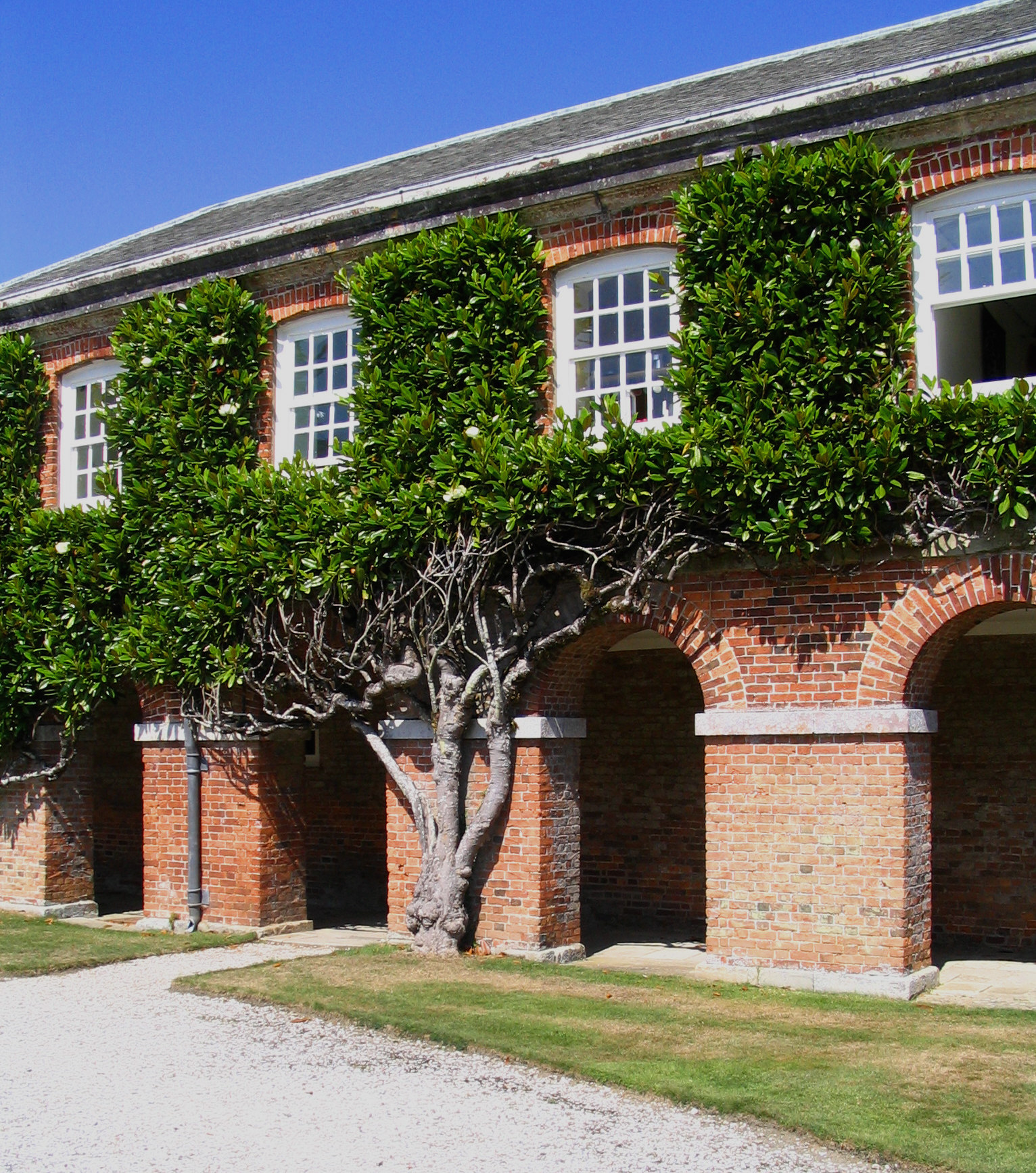
Conduite palissée d'un laurier-tulipier à Antony House en Cornouailles.

Il existe de nombreuses variétés ou cultivars, dont :
- Magnolia grandiflora 'Angustifolia'. Laurier-tulipier à feuilles étroites, longues de 20 cm, large de 3 à 5 cm.
- Magnolia grandiflora 'Biflora'. Laurier-tulipier proche de Magnolia grandiflora 'Treyviensis', présentant la particularité de produire deux fleurs à chaque extrémité de branche. Ce cultivar a disparu.
- Magnolia grandiflora 'Bracken's Brown Beauty'. Laurier-tulipier extrêmement rustique. Feuilles et fleurs très petites, plante avec une couronne pyramidale dense, l'une des variétés les plus résistantes.
- Magnolia grandiflora 'Edith Bogue'. Laurier-tulipier extrêmement rustique.
- Magnolia grandiflora 'Exmouth'. Synonyme de Magnolia grandiflora 'Lanceolata'. Très ancienne variété, documentée depuis 1737. Obtenu au début du XVIIIe siècle par John Colliton dans le comté de Devon en Angleterre. Feuilles étroites. Port pyramidal étroit et surtout à fleurs doubles.
- Magnolia grandiflora 'Ferruginea' (ou laurier-tulipier ferrugineux). Obtention horticole. Le dessous des feuilles est garni de poils roux, d'où son nom. Laurier-tulipier à feuilles très ferrugineuses dans sa jeunesse.
- Magnolia grandiflora 'François Joseph'. Laurier-tulipier proche de  Magnolia grandiflora 'Treyviensis'.
- Magnolia grandiflora 'Galissonière'. Synonyme de Magnolia grandiflora 'Galissoniensis'. Variété très rustique à port pyramidal parfait. Ce laurier-tulipier aurait été importé de Louisiane en France par Rolland-Michel Barrin, comte de La Galissonière vers 1745. Zone de rusticité 7b. Une protection hivernale doit cependant être montée à des températures plus basses.
- Magnolia grandiflora 'Goliath'. Laurier-tulipier à grandes fleurs, jusqu'à 30 cm de diamètre, cultivar obtenu à Guernesey.
- Magnolia grandiflora 'Little Gem'. Port compact.
- Magnolia grandiflora 'Microphylla'. Laurier-tulipier à petites feuilles.
- Magnolia grandiflora 'Namnetensis Flore Pleno'. Synonyme de Magnolia grandiflora 'Double blanc nantais'. Ce laurier-tulipier présente des fleurs doubles dès son premier âge. Il est rustique, très florifère et à port étalé.
- Magnolia grandiflora 'Norte'. Laurier-tulipier extrêmement rustique, peut-être le plus rustique. Il est planté jusqu'au sud du Canada.
- Magnolia grandiflora 'Treyviensis'. C'est l'un des lauriers-tulipiers les plus rustiques. Ce cultivar a été obtenu à Yzeure (Allier) à la fin du XIXe siècle par l'horticulteur Treyve.
- Magnolia grandiflora 'Undulata'. Laurier-tulipier à feuilles ondulées.
- Magnolia grandiflora 'Victoria'. Petit arbre compact, vient du Canada. Zone de rusticité 7b.
- Magnolia grandiflora '24 Below'. Laurier-tuliper extrêmement rustique.